# Yves Robert

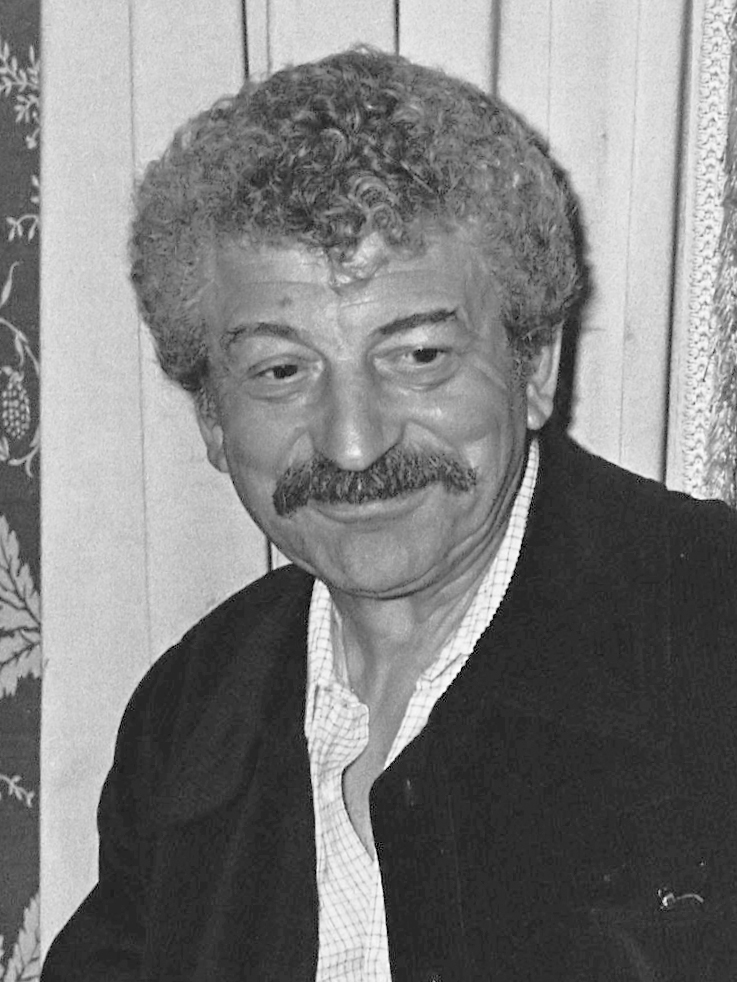
Yves Robert (1979)

Yves Robert (* 21. Juni 1920 in Saumur; † 20. Mai 2002 in Paris) war ein französischer Schauspieler, Drehbuchautor, Filmproduzent und Regisseur.

## Leben
Yves Robert ging als Jugendlicher nach Paris, um dort erste Erfahrungen als Schauspieler auf Theater- und Varietébühnen zu sammeln. Seine erste Filmrolle übernahm er 1948. Als Drehbuchautor und Regisseur hatte er große Erfolge mit einigen Komödien. Vor allem seine Filme Krieg der Knöpfe, Der große Blonde mit dem schwarzen Schuh und Ein Elefant irrt sich gewaltig brachten ihm internationale Anerkennung. Er arbeitete bis Anfang der 1990er-Jahre als Filmregisseur.
1962 wurde er für Der Krieg der Knöpfe mit dem Jean-Vigo-Preis ausgezeichnet.
Robert war von 1956 bis zu seinem Tod mit der Schauspielerin Danièle Delorme (1926–2015) verheiratet. Danièle Delorme war auch Partnerin in seiner Filmproduktionsfirma.

## Filmografie (Auswahl)

### Darsteller
- 1955: Das große Manöver (Les grandes manœuvres)
- 1966: Herzkönig (Le Roi de cœur)
- 1967: Die Dirne und der Narr (Un idiot à Paris)
- 1970: Voyou – Der Gauner (Le vouyou)
- 1972: Die Entführer lassen grüßen (L’aventure, c’est l’aventure)
- 1972: Alfred, die Knallerbse (Les malheurs d’Alfred)
- 1972: Die Affaire (Chère Louise, La lunga notte di Louise)
- 1975: Sondertribunal – Jeder kämpft für sich allein (Section spéciale)
- 1976: Der Richter und der Mörder (Le juge et l’assassin)
- 1980: Der ungeratene Sohn (Un mauvais fils)
- 1983: Garçon! Kollege kommt gleich! (Garçon!)
- 1992: Die Krise (La crise)

### Regie
- 1954: Les hommes ne pensent qu’à ça
- 1958: Fisch oder Fleisch (Ni vu… ni connu…)
- 1959: Signé: Arsène Lupin
- 1961: Die unfreiwillige Weltreise der Familie Fenouillard (La famille Fenouillard)
- 1962: Der Krieg der Knöpfe (La guerre des boutons)
- 1963: Wie der Vater, so der Sohn (Bébert et l’omnibus)
- 1965: Les copains
- 1966: Auch große Scheine können falsch sein (Monnaie de singe)
- 1968: Alexander, der Lebenskünstler (Alexandre le bienheureux)
- 1969: Adel schützt vor Torheit nicht (Clérambard)
- 1972: Der große Blonde mit dem schwarzen Schuh (Le grand blond avec une chaussure noire)
- 1973: Mach’s gut, Nicolas (Salut, l’artiste) (auch Drehbuch und Produktion)
- 1974: Der große Blonde kehrt zurück (Le retour du grand blond)
- 1976: Ein Elefant irrt sich gewaltig (Un éléphant ça trompe énormément)
- 1977: Wir kommen alle in den Himmel (Nous irons tous au paradis)
- 1979: Jetzt oder nie (Courage fuyons)
- 1984: Der Zwilling (Le jumeau)
- 1986: Sommer ’36 (L’été 36)
- 1990: Der Ruhm meines Vaters (La gloire de mon père)
- 1990: Das Schloß meiner Mutter (Le château de ma mère)
- 1992: Ein Affenzirkus (Le bal des casse-pieds)
- 1994: Montparnasse-Pondichéry

### Produktion
- 1969: Wahre Liebe rostet nicht (Le grand amour)
- 1970: Der Zerstreute (Le distrait)
- 1972: Alfred, die Knallerbse (Les malheurs d’Alfred)
- 1972: Der große Blonde mit dem schwarzen Schuh (Le grand blond avec une chaussure noire)
- 1973: Mach’s gut, Nicolas (Salut, l’artiste)
- 1974: Der große Blonde kehrt zurück (Le retour du grand blond)
- 1976: Ein Elefant irrt sich gewaltig (Un éléphant ça trompe énormément)
- 1979: Ein kleines Luder (La drôlesse)
- 1988: Frequenz Mord (Fréquence meurtre)